# Human Flesh
«Human Flesh» («Carne humana» en Hispanoamérica y España) es el episodio piloto y el primero de la primera temporada de la serie animada Bob's Burgers. Se emitió originalmente por Fox en Estados Unidos el 9 de enero de 2011.
Fue escrito por Loren Bouchard y Jim Dauterive y dirigido por Anthony Chun. Recibió mayoritariamente críticas positivas por su argumento y varias referencias culturales. De acuerdo a las mediciones de audiencia, fue visto por 9,41 millones de hogares en su emisión original. Contó con las actuaciones invitadas de Andy Kindler, Ron Lynch y Sam Seder.

## Argumento
Luego de varias inauguraciones poco exitosas, Bob Belcher y su familia reabren su local de comidas rápidas ('Bob's Burgers') buscando el éxito. Al poco tiempo Bob asigna a su hijo Gene el trabajo de convidar muestras gratis de hamburguesas a los transeúntes. Sin embargo, a Gene se le caen varias al piso y las levanta para seguir repartiendo. Esto es inmediatamente visto por Hugo, agente de sanidad, y su asistente Ron, quienes instantáneamente deciden inspeccionar la tienda en busca de otras violaciones.
Luego de ingresar, Hugo se sorprende al ver a Linda, la esposa de Bob, con quien solía salir. Al no haberse recuperado de que Linda lo dejó por Bob hace varios años y viendo las numerosas violaciones sanitarias de Bob, Hugo planea clausurar el local. Comienza a persuadir a la gente para que no ingrese al esparcir un rumor (originado por Louise, la hija menor de la familia) que acusaba a Bob de hacer hamburguesas con carne de los cuerpos del crematorio contiguo. Mientras el público protesta y lo condena se siente más agobiado aun cuando descubre que es el día de aniversario de su casamiento con Linda (cosa que había olvidado completamente).
A pesar de que Bob clama que el rumor es falso, la situación empeora cuando las travesuras de Gene causan que un cuerpo del crematorio aparezca en el restaurante. Bob finalmente decide enfrentar a la multitud en la calle y, aunque parece tener éxito, termina pareciendo avalar el canibalismo. Mientras el público sigue reprendiéndolo, Bob le gimotea a Linda que ella habría estado mejor si se hubiera quedado con Hugo, quien, según ella misma, era mejor besador. Sin embargo Linda le dice que se quedó con él por tener un sueño a futuro, mientras que Hugo era solamente un hombre en soledad que nunca hizo nada por él mismo.
Envalentonado por la declaración de su esposa, Bob se prepara para volver a cocinar justo cuando un ómnibus estaciona fuera del restaurante. Un número de personas, miembros de un exótico club de comidas que están interesados en probar carne humana, descienden para comer en lo de Bob, lo que le da aún más bríos. Al mismo tiempo, Ron se acerca para revelar que se han hecho los estudios correspondientes y que las hamburguesas contienen ingredientes legales.
Contento con el éxito que tiene el restaurante, Bob lleva a Linda al parque temático local para celebrar su aniversario donde le demuestra sus nuevas habilidades para besar.

## Recepción
En su transmisión original en Estados Unidos, "Human Flesh" fue visto por un estimado de 9,41 millones de espectadores y recibió una medición de 4.5/11% del share en adultos entre 18-49 años convirtiéndola en el estreno más visto de la temporada.
El episodio recibió críticas mezcladas. Metacritic le dio un puntaje de 53 o "críticas medias o mezcladas". Jonah Krakow de IGN puntuó el episodio con 7,5/10, alabando la actuación de los chicos. También señaló que el episodio "tendió bases sólidas con la presentación de los terribles chicos Belcher - en particular Louise [...] quien acierta en cada línea que tiene. Sin embargo, el resto del episodio se sintió como uno más de los shows de los domingos de Fox, con el patriarca metiéndose en problemas y pasando el resto del episodio tratando de arreglarlos". En su crítica para TV Squad, Joel Keller dijo que "por toda su irreverencia y rareza, hay un dulce tono debajo que hace al show más accesible que muchos de sus primos de Adult Swim. Ah, y es también muy gracioso".